# 1624 en littérature
| Années de la littérature : 1621 - 1622 - 1623 - 1624 - 1625 - 1626 - 1627    |
| Décennies de la littérature : 1590 - 1600 - 1610 - 1620 - 1630 - 1640 - 1650 |

Cet article présente les faits marquants de l'année 1624 en littérature.

## Évènements
- 26 août : lettres patentes de Ferdinand II qui réclament le dépôt légal pour tout ouvrage imprimé à la bibliothèque impériale de Vienne[1].

## Parutions
- Premier recueil des Lettres de Jean-Louis Guez de Balzac, qui lui apportent la célébrité. Elles sont publiées de 1624 à 1654[2].
- Philippe Duplessis-Mornay, Mémoires de Messire Philippes de Mornay, Jean Bureau, 1624 (présentation en ligne), publication posthume.
- Le Traité de la perfection séraphique ou du bonheur admirable des serviteurs de Jésus- Christ exprimé sous la forme d'une couronne mystique, de J. de Paris allias François Leclerc du Tremblay est imprimé à Paris chez Robert Fouet[3].

- Rédaction d'El manuscrito de Astorga  (« Manuscrit d'Astorga ») par Juan de Bergara, consacré à la pêche à la mouche, édité en 1984 par Preben Torp Jacobsen au Danemark[4].
- Das Buch von der deutschen Poeterey (« Traité de la poésie allemande (de) »), de Martin Opitz est publié à Breslau[5].

## Naissances
- 25 décembre : baptême de Johannes Scheffler, dit Angelus Silesius, poète religieux allemand († 1677).

## Décès
- 17 février :  Juan de Mariana, historien jésuite espagnol, auteur d’une Histoire d’Espagne et de De Rege et regis institutione. (° 1536).